# Джеймс Маккре
Джеймс Маккре (англ. James McCrae, нар. 2 вересня 1894, Бридж-оф-Вейр — пом. 3 вересня 1974, Пейслі) — шотландський футболіст, що грав на позиції півзахисника, зокрема, за клуби «Клайд» та «Манчестер Юнайтед». По завершенні ігрової кар'єри — тренер. Дворазовий Чемпіон Ісландії (як тренер).

## Ігрова кар'єра
У футболі дебютував 1912 року виступами за команду «Клайд», в якій провів чотири сезони. 
Згодом з 1916 по 1925 рік грав у складі «Рейнджерс», «Клайд», «Вест Гем Юнайтед», «Бері», «Віган Боро» та «Нью-Брайтон».
Своєю грою за останню команду привернув увагу представників тренерського штабу клубу «Манчестер Юнайтед», до складу якого приєднався 1925 року. Відіграв за команду з Манчестера наступний сезон своєї ігрової кар'єри.
Протягом 1926—1927 років захищав кольори клубів «Вотфорд» та «Терд Ланарк».
Завершив професійну ігрову кар'єру у клубі «Клайд», у складі якого вже виступав раніше. Прийшов до команди 1927 року, захищав її кольори до припинення виступів на професійному рівні у 1928.

## Кар'єра тренера
Розпочав тренерську кар'єру, повернувшись до футболу після невеликої перерви, 1934 року, очоливши тренерський штаб збірної Єгипту. Керував командою на чемпіонаті світу 1934 року в Італії, де єгиптяни поступилися збірній Угорщини (2-4).
В подальшому очолював турецький клуб «Істанбулспор».
Останнім місцем тренерської роботи був «Фрам» з Ісландії, головним тренером команди якого Джеймс Маккре був з 1946 по 1948 рік, двічі вигравши при цьому чемпіонство.
Помер 3 вересня 1974 року на 81-му році життя у місті Пейслі.

## Титули і досягнення

### Як тренера
- Чемпіон Ісландії (2):

«Фрам»: 1946, 1947